# اشتباكات غلمدغ 2021
اشتباكات غلمدغ 2021 هي اشتباكات وقعت في أواخر أكتوبر 2021 في غلمدغ بالصومال بين الجيش الصومالي وتنظيم أهل السنة والجماعة وهي ميليشيا صوفية.
بدأت الاشتباكات في 23 أكتوبر في منطقة جوريل. في 25 أكتوبر قالت الحكومة المحلية بأن 16 جنديًا قُتل. قال تنظيم أهل السنة والجماعة بأن إجمالي عدد القتلى من الاشتباكات لا يقل عن 120 جنديًا. وكان تنظيم أهل السنة والجماعة حليفًا للحكومة في خوض الحرب الأهلية منذ عام 2010، لكن هذا الترتيب إنهار وقاتلوا لأول مرة ضد الجيش في فبراير 2020.